# Tar Heel
Tar Heel és una població dels Estats Units a l'estat de Carolina del Nord. Segons el cens del 2000 tenia 70 habitants.

## Demografia
Segons el cens del 2000, Tar Heel tenia 70 habitants, 32 habitatges i 19 famílies. La densitat de població era de 117,5 habitants per km².
Dels 32 habitatges en un 25% hi vivien nens de menys de 18 anys, en un 46,9% hi vivien parelles casades, en un 0% dones solteres, i en un 40,6% no eren unitats familiars. En el 37,5% dels habitatges hi vivien persones soles el 12,5% de les quals corresponia a persones de 65 anys o més que vivien soles. El nombre mitjà de persones vivint en cada habitatge era de 2,19 i el nombre mitjà de persones que vivien en cada família era de 2,89.
Per edats la població es repartia de la següent manera: un 24,3% tenia menys de 18 anys, un 2,9% entre 18 i 24, un 20% entre 25 i 44, un 41,4% de 45 a 60 i un 11,4% 65 anys o més.
L'edat mediana era de 46 anys. Per cada 100 dones de 18 o més anys hi havia 65,6 homes.
La renda mediana per habitatge era de 41.250 $ i la renda mediana per família de 62.500 $. Els homes tenien una renda mediana de 51.667 $ mentre que les dones 31.250 $. La renda per capita de la població era de 22.407 $. Entorn del 0% de les famílies i el 3,4% de la població estaven per davall del llindar de pobresa.

## Poblacions més properes
El següent diagrama mostra les poblacions més properes.